# Prix Veuve Clicquot
Pour les articles homonymes, voir Clicquot et Veuve Clicquot.
Le prix Veuve Clicquot de la femme d'affaires est un prix qui récompense chaque année, dans 27 pays, des femmes qui participent activement au monde des affaires et partagent les qualités de Madame Clicquot Ponsardin : esprit d’entreprise, créativité et détermination. Depuis 2007 les démarches de développement durable ont été inclus dans les critères du prix. Parallèlement, le Veuve Clicquot Initiatives for Economic Development a été créé pour récompenser les femmes exceptionnelles des pays émergents et en voie de développement.
Il a été décerné une première fois en 1972 en hommage à Barbe Nicole Clicquot Ponsardin, dite Veuve Clicquot qui fut l'une des premières femmes d'affaires en France. En 1805, contre l'avis de son entourage, cette jeune veuve de 27 ans, décidait  de prendre la direction de la Maison de Champagne créée trente-trois ans auparavant et lui donnait un rayonnement international.
Repris en 1983, le prix est décerné depuis annuellement. Le prix est accordé par un jury de 500 membres, composé principalement de décideurs et de journalistes économiques. Un autre prix Veuve Clicquot fut créé peu après en Grande-Bretagne pour récompenser des femmes d'affaires britanniques puis des prix similaires ont ensuite vu le jour dans d'autres pays: en Irlande, Pays-Bas, Allemagne, Suisse, Suède et Danemark au cours des années 1980, puis en Norvège, Autriche, Japon et Brésil dans les années 1990 et enfin en Finlande, à Hong Kong, en Italie, Australie, Espagne et Nouvelle-Zélande dans les années 2000. En 2008, des prix Veuve Clicquot sont ainsi décernés dans 18 pays différents.
En 2014, le Prix Clémentine, du prénom de la fille de Madame Clicquot, est créé pour récompenser les dirigeantes de jeunes entreprises et startups et nouvelles générations de femmes d'affaires.
Suivant les pays, le prix est décerné entre mars et juin, les lauréates se réunissant en juin à Reims à la Maison de Champagne Veuve Clicquot. 
En 2019, le prix Veuve Clicquot de la femme d'affaires et le Prix Clémentine changent de noms et deviennent respectivement le Bold Woman Award et le Bold Future Award pour l'édition française du Prix. D'autres noms, tel que le New Generation Award en Suisse, sont également utilisés dans d'autres pays organisateurs du prix.

## Lauréates françaises
- 2019[3] :
  - Bold Woman Award : Chrystèle Gimaret, fondatrice d'Artupox
  - Bold Future Award : Julie Chapon, cofondatrice de l'application Yuka
  - Prix masculin : Frédéric Mion, pour sa contribution dans la promotion des femmes
- 2018[4] : 
  - Prix de la femme d'affaires : Nathalie Balla, coprésidente de La Redoute
  - Prix Clémentine : Shanty Baehrel, fondatrice de la marque Shanty Biscuits
- 2017 : 
  - Prix de la femme d'affaires : Sarah Lavoine
  - Prix Clémentine : Bénédicte de Raphélis Soissan, fondatrice de Clustree
- 2016[5] : 
  - Prix de la femme d'affaires : Caroline Hilliet-Le Branchu, PDG de la Conserverie La Belle-Iloise
  - Prix Clémentine : Anaïs Barut, fondatrice de la startup Damae Medical
- 2015[6] : 
  - Prix de la femme d'affaires : Stéphanie Wismer Cassin, PDG du groupe Jador
  - Prix Clémentine : Alice Zagury, cofondatrice de The Family, société privée d’investissement dont l’objectif est d’accompagner les jeunes start-ups à l’international
  - Prix de la meilleure femme chef du monde : Hélène Darroze, Grand chef cuisinier[7]
- 2014[8] : 
  - Prix de la femme d'affaires : Chantal Andriot, présidente du fabricant de mobilier Tolix
  - Prix Clémentine : Céline Lazorthes, fondatrice de la plateforme de collecte d’argent en ligne Leetchi
- 2012 : Fany Pechiodat, fondatrice et présidente de My Little Paris
- 2008 : Élisabeth Laville, fondatrice et présidente de l'agence Utopies, première agence en France d'information et de conseil en développement durable auprès des entreprises
- 2007 : Patricia Tartour, présidente de la Maison de la Chine
- 2006 : Adeline Lescanne, dirigeante de Nutriset, société d'agro-alimentaire spécialisée dans les aliments pour les populations victimes de malnutrition sévère comme le Plumpy nut
- 2005 : Annie Famose, triple médaillée olympique aux Jeux de Grenoble, créatrice et présidente du 1er groupe indépendant de magasins de sport et de restaurants de montagne
- 2004 : Colette Robert, présidente du directoire des laboratoires Arkopharma
- 2003 : Bernadette Dodane, présidente de Cristel, fabricant français d'articles culinaires en acier inoxydable haut de gamme
- 2002 : Claudie Ossard, productrice de cinéma
- 2001 : Ann-Charlotte Pasquier, présidente de la maison de lingerie Aubade
- 2000 : Marie Béjot, fondatrice des laboratoires Oenobiol
- 1999 : Michèle Cassegrain, directrice de la société Longchamp
- 1998 : Loumia et Shama, fondatrices des lingeries Princesse tam.tam
- 1996 : Catherine Néressis-Jolly, cofondatrice et présidente du groupe De Particulier à Particulier
- 1995 : Odile Jacob, fondatrice de la maison d'édition éponyme
- 1994 : Nicole Bru, présidente des laboratoires Upsa
- 1993 : Geneviève Lethu, présidente fondatrice du réseau de magasins pour la cuisine et la table GenevièveLethu
- 1991 : Françoise Nyssen, présidente des éditions Actes Sud
- 1990 : Brigitte de Gastines, présidente de la société de services SVP
- 1989 : Évelyne Prouvost, présidente du groupe Marie Claire
- 1988 : Marion Vannier, présidente d'Amstrad France.
- 1987 : Gilberte Beaux, président de la Générale Occidentale
- 1986 : Monique Fieschi et Mylène Galhaud, dirigeantes de Point à la ligne
- 1985 : Catherine Painvin, fondatrice de Tartine et chocolat
- 1984 : Marie-José Bobet, présidente du centre de thalassothérapie de Quiberon
- 1983 : Annette Roux, présidente du Groupe Bénéteau
- 1972 : Gisèle Picaud, Ciments Bouygues

## Lauréates suisses
- 2019[9] : 
  - Business Woman Award : Monika Walser, CEO des meubles de Sede
  - New generation Award : Olga Dubey, fondatrice d’AgroSustain
- 2017 : Barbara Lax, fondatrice et présidente de Little Green House SA[10]
- 2012 : Béa Petri, fondatrice de Schminkbar
- 2009 : Babette Keller, fondatrice et Présidente Keller Trading SA, Biel/Bienne
- 2005 : Gabriela Manser, présidente des eaux minérales appenzelloises Gontenbad.
- 2003 : Graziella Zanoletti[11], fondatrice et président de Elite Rent-a-Car, société genevoise de location de voitures de luxe, de bateaux et de jets.
- 1997 : Nicola Thibaudeau.
- 1993 : Jane Royston, fondatrice de NatSoft SA
- 1985 : Maria Mumenthaler, fondatrice et présidente de Manpower Suisse SA.

## Lauréates canadiennes
- 2012 - Christiane Germain, coprésidente et cofondatrice du Groupe Germain Hospitalité [12]
- 1986 - Lise Watier, fondatrice de Lise Watier Cosmétiques.

## Sources et références
1. ↑  "Le prix de la femme d'affaires Clicquot", Le Figaro Magazine, 11 avril 2008.
2. ↑  Chrystèle Gimaret, Julie Chapon... La nouvelle "promo" des femmes audacieuses récompensées par Veuve Clicquot, Challenges, 15 novembre 2019
3. ↑  Chrystèle Gimaret et Julie Chapon : deux entrepreneures récompensées pour leur audace, Elle, 27 novembre 2019
4. ↑  Comment Nathalie Balla, lauréate du Prix Veuve Clicquot 2018 a redressé La Redoute, Challenges, 16 novembre 2018
5. ↑  Jean-Marc Gallot décerne le prix de la femme d'affaires Veuve Clicquot 2016, Le Figaro, 19 octobre 2016
6. ↑  Veuve Clicquot décerne son Prix de la Femme d’Affaires 2015, site web LVMH, 24 novembre 2015
7. ↑  Hélène Darroze décroche le prix Veuve Clicquot « Meilleure femme chef du monde 2015», Elle, consulté le 3 décembre 2019
8. ↑  Veuve Clicquot Business Woman Awards 2014, site web LVMH, 3 novembre 2014
9. ↑  Monika Walser et Olga Dubey lauréates des prix Veuve Clicquot, Bilan, 20 septembre 2019
10. ↑  Veuve Clicquot «oscarise» la meilleure entrepreneure de Suisse, Le Temps, 20 novembre 2017
11. ↑  "La femme d'affaires Graziella Zanoletti a remporté le 10e Prix Veuve-Clicquot", Le Matin, 22 mai 2003.
12. ↑  "Femme d'affaires honorée" Argent - Canoe.ca, 4 octobre 2012.